# ジュネーブ人権・国際人道法アカデミー
ジュネーブ人権・国際人道法アカデミー（英語: Geneva Academy of International Humanitarian Law and Human Rights、フランス語: Académie de droit international humanitaire et de droits humains à Genève）は2つの学術機関が共同で運営する大学院。スイスのジュネーブにあり、国際・開発研究大学院とジュネーヴ大学から教員を派遣したり外部の招聘教授が教壇に立つ。
本部のモアニエ荘（1847年完成）は、国際赤十字委員会を設立したギュスターヴ・モアニエがかつて所有した地所である。

## 沿革
初代所長アンドリュー・クラファム（Andrew Clapham 任期2006年–2014年）は人権法の専門家であった。現任のグロリア・ガッジョーリ（Gloria Gaggioli）は4代目の経営責任者として2020年8月に就任した（ジュネーブ大学法学部准教授/SNF教授）。
- 2代目：ロバート・ロス教授（Robert Roth 2014年8月-2018年8月）。
- 3代目：マルコ・サッソリ（Marco Sassòli 2018年8月–）。ジュネーヴ大学法学部の国際法教授（2004年-）に着任の当時から、本学で国際人道法を教えた。

## 修士課程
本学では次の3課程を修了できる。
- 国際人権法、人権（LLM）[4]
- 修士号、移行期正義、人権、法律の役割に関する上級研究（Master of Advanced Studies in Transitional Justice）[5]。
- 武力紛争における国際法エグゼクティブ・マスター（Executive Master in International Law in Armed Conflict）[6]。

## 短期コース、研修
法務関係の社会人に向けた研修や短期コースは幅広く、武力紛争や人権擁護、移行期正義や国際刑事法を扱う。

## 調査研究
国際法における法務について調査研究と政策研究を進めており、主題は戦闘と人権擁護、移行期正義から国際刑事法、武器に関する法規、社会経済かつ文化の権利（Economic, social and cultural rights）などにわたる。
現在、本学で進む研究活動には武力紛争下とその後の障がい者保護、国家ではない武装した主体と人権をめぐる責任、経済活動という文脈における人権とジェンダー平等、農民の権利が含まれる。
武力紛争における法の支配を主題としたオンラインのプラットフォーム（RULAC＝Rule of Law in Armed Conflicts）を運営する本学では、その視座を国際人道法に置いて戦闘を定義し、武力闘争の状況を体系的に分類する。
本学は国際人道法スイス本部（IHL）を構え、2020年にロビン・ガイス（Robin Geiss）を議長に迎えた。グラスゴー大学で国際法・安全保障の教授であったガイスの経歴は、グラスゴー国際法安全保障センター長（GCILS）、赤十字国際委員会の法律顧問であった。後継のニルス・メルツァー（Nils Melzer）は第6代国連特別報告者から転じており、国際連合人権理事会の「拷問およびその他の残虐、非人道的または品位を傷つける取り扱いまたは処罰」の専門家として働いた人物である。

## モワニエ荘

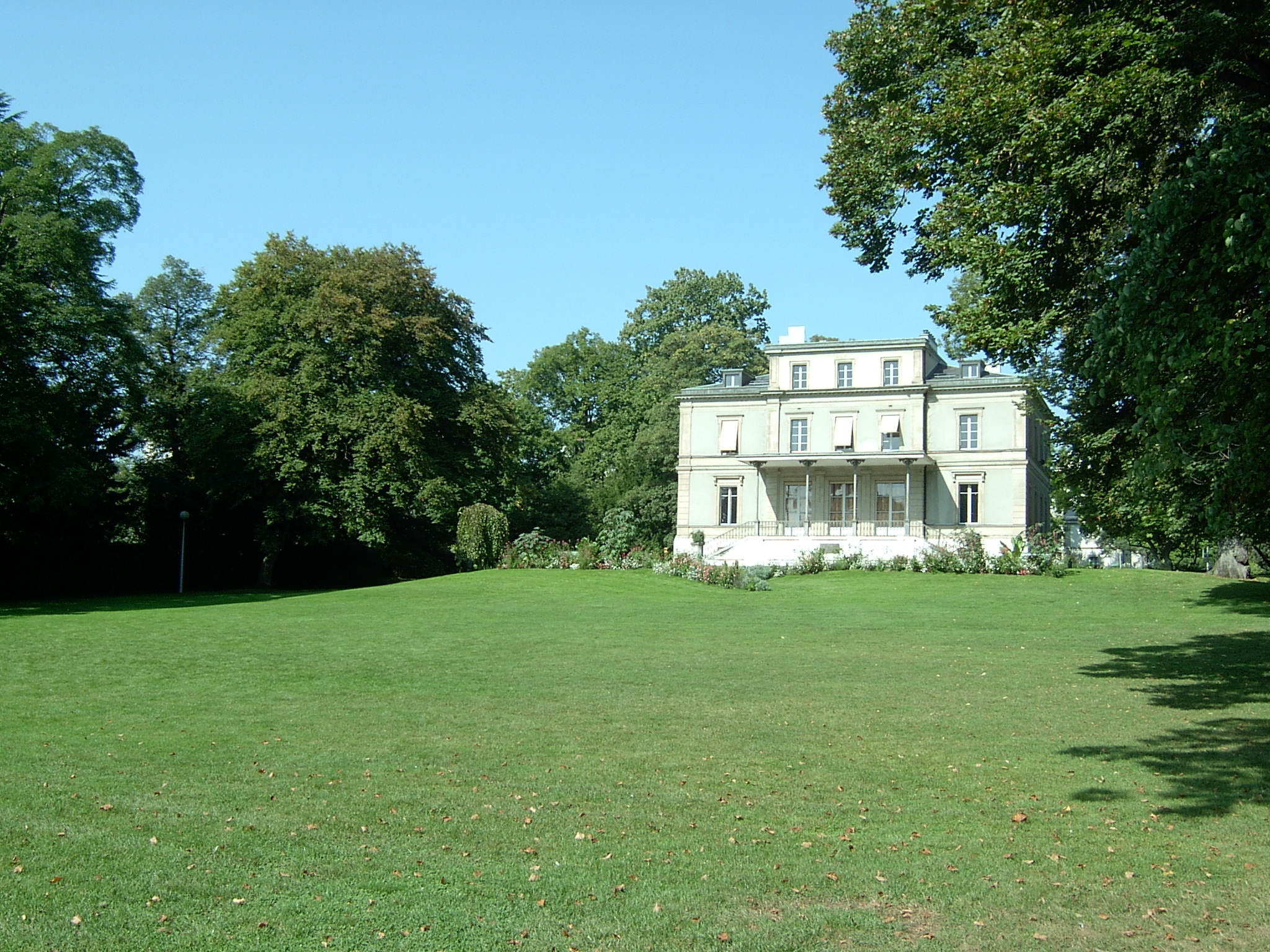
モアニエ荘（ジュネーヴ）

本学はモアニエ荘（Villa Moynier）を「平和の館」（Campus de la paix）と呼び、近代建築のメゾン・デラ・ぺ（Maison de la paix）からも近い。レマン湖とモンブランの景観を望む歴史的建造物はかつて赤十字国際委員会（ICRC）の初代委員長ギュスターヴ・モアニエが所有した。国際連盟本部（1926年）に転じたのちに1933年から1946年にわたり、ICRCの活動を支えた。